# Watain

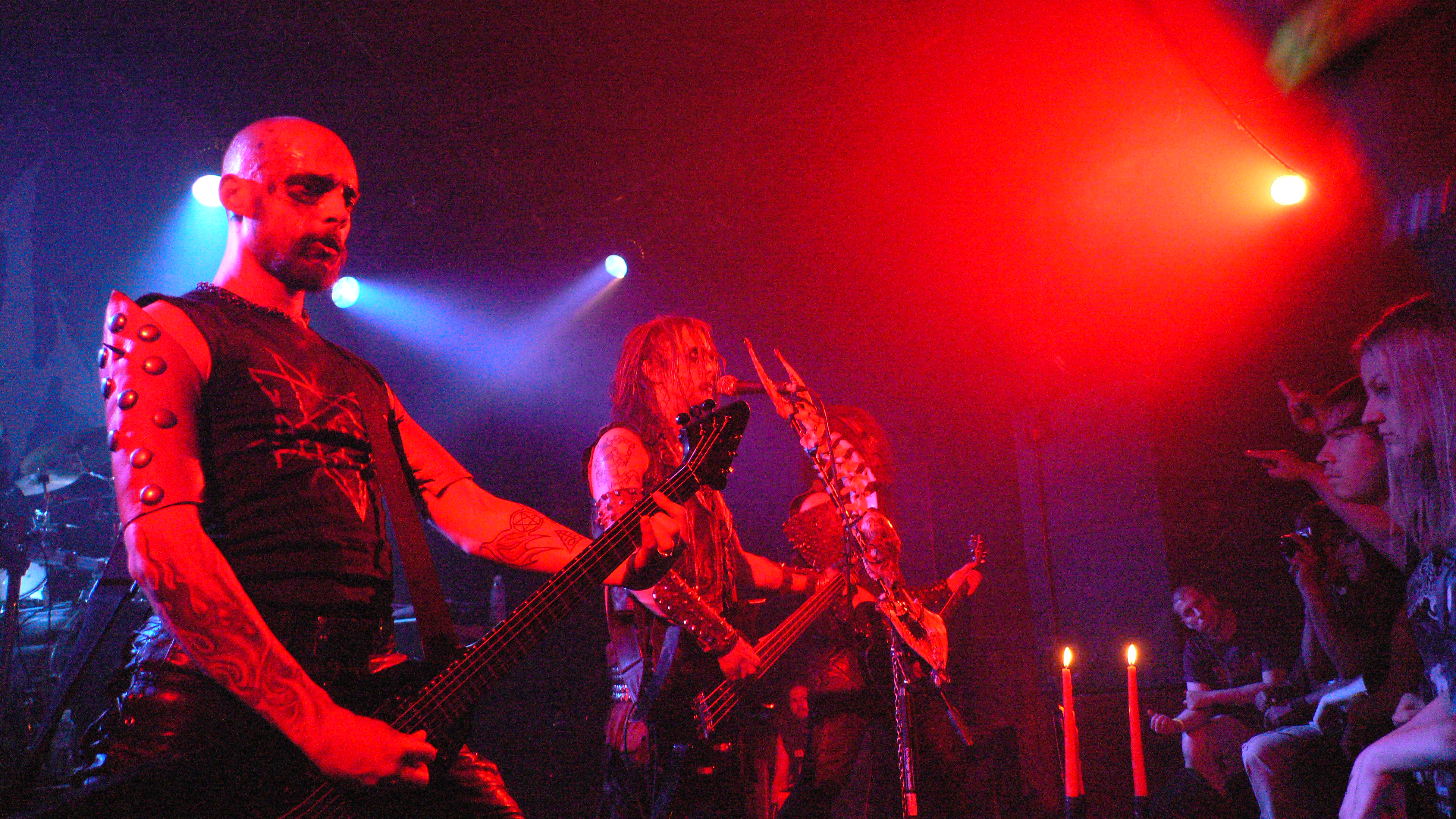
Set Teitan, Erik Danielsson en P. Forsberg, 2007

Watain is een Zweedse blackmetalband uit Uppsala. De band werd opgericht in 1998.

## Geschiedenis
De naam van de band is afkomstig van een opname van de Amerikaanse black metalband Von. Nadat de band enkele demo's had opgenomen kwam in 1999 de ep The Essence of Black Purity uit. Hierna kwam de band onder contract te staan bij het Franse label Drakkar Productions waarbij ze twee albums zouden uitbrengen: Rabid Death's Curse uit 2000 en het drie jaar later opgenomen album Casus Luciferi. Het derde album met de titel Sworn To The Dark bracht de band in 2007 uit bij Seasons of Mist. In 2010 werd dit album opgevolgd door Lawless Darkness. Voor dit album ontving de band begin 2011 een Zweedse Grammi-award in de categorie Beste hardrockband.

## Huidige bandleden
- E (Erik Danielsson) - zang, basgitaar
- H (Håkan Jonsson) - drums
- P (Pelle Forsberg) - gitaar
- Set Teitan (Davide Totaro) - gitaar (alleen live)
- A (Alvaro Lillo) - bas (alleen live)

### Voormalige bandleden
- C. Blom - gitaar (1998-2000)
- Jonas "Y." Lindskog - basgitaar
- Tore Stjerna - basgitaar (2000-2002)

## Discografie

### Studioalbums
- Rabid Death's Curse (2000)
- Casus Luciferi (2003)
- Sworn to the Dark (2007)
- Lawless Darkness (2010)
- The Wild Hunt (2013)
- Trident Wolf Eclipse (2018)
- The Agony & Ecstacy of Watain (2022)

### Live & overige albums
- Go Fuck Your Jewish "God" (demo) (1998)
- The Essence of Black Purity (ep) (1999)
- Black Metal Sacrifice (live) (1999)
- The Ritual Macabre (live) (2001)
- The Misanthropic Ceremonies (split ep) (2001)
- Puzzles ov Flesh (demo) (2002)
- Opus Diaboli (dvd) (2012)